# Pals First
Pals First est un film américain réalisé par Edwin Carewe, sorti en 1926.

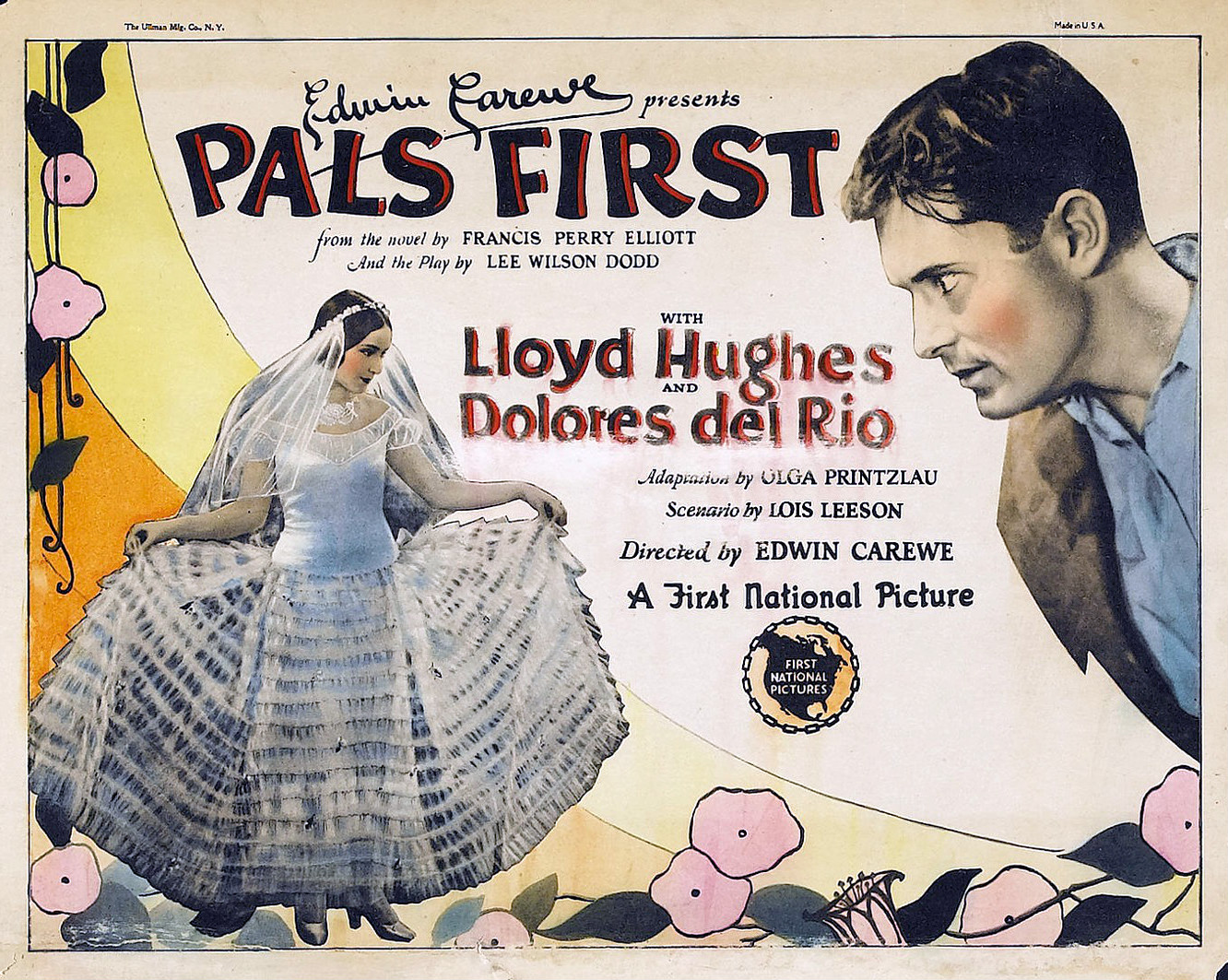
Affiche du film.

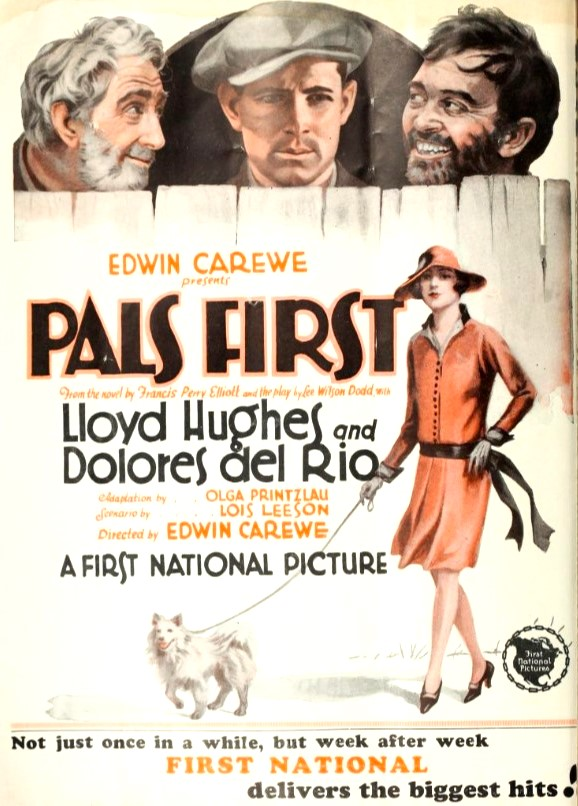
Annonce pour le film.

C'est le premier rôle important pour l'actrice Dolores del Río.

## Synopsis
Richard Castleman, propriétaire de Winnecrest Hall en Louisiane, entreprend un voyage en mer recommandé par son cousin et médecin, Harry Chilton. Ce dernier entame alors une liaison avec Jeanne Lamont, sa fiancée. Apprenant la mort de Castleman, Chilton s'apprête à usurper la fortune et les biens du défunt. Danny Rowland, retrouvé blessé par deux bandits errants, arrive opportunément au domaine en quête de nourriture et de repos. Sa ressemblance avec Castleman lui vaut d'être accueilli comme si c'était Castleman. Danny tombe amoureux de Jeanne, qui le prend pour son fiancé. Chilton, cependant, a des soupçons et finit par les démasquer.

## Fiche technique
- Réalisation : Edwin Carewe
- Scénario : Lois Leeson, Olga Printzlau, Lee Wilson Dodd d'après le roman Pals First de Francis Perry Elliott[3]
- Producteur : Edwin Carewe
- Photographie : Robert Kurrle
- Distributeur : First National Pictures
- Genre : Mélodrame[2]
- Durée : 7 bobines
- Date de sortie : 8 août 1926[4]

## Distribution
- Dolores del Río : Jeanne Lamont
- Lloyd Hughes : Richard Castleman / Danny Rowland
- Alec B. Francis : Dominie
- George Cooper : The Squirrel
- Edward Earle : Dr. Harry Shilton
- Hamilton Morse : Juge Lamont
- George H. Reed : Uncle Alex
- Alice Nichols : tante Caroline
- Alice Belcher : Charley Anderson
- Margaret Gray : (non créditée)